# Криптон
| 36         | Криптон |
| Kr83,798   |         |
| 3d104s24p6 |         |

Крипто́н (химический символ — Kr, от лат. Krypton) — химический элемент 18-й группы (по устаревшей классификации — главной подгруппы восьмой группы, VIIIA), четвёртого периода периодической системы химических элементов Д. И. Менделеева, с атомным номером 36.
Простое вещество криптон — тяжёлый инертный одноатомный газ без цвета, вкуса и запаха.

## История
В 1898 году Уильям Рамзай совместно со своим ассистентом Морисом Уильямом Траверсом выделил из жидкого воздуха, предварительно удалив кислород, азот и аргон, смесь, в которой спектральным методом были открыты два газа: криптон (от др.-греч. κρυπτός — «скрытый», «секретный») и ксенон («чуждый», «необычный»)

## Нахождение в природе
Содержание в атмосферном воздухе 1,14⋅10-4% по объёму, общие запасы в атмосфере 5,3⋅1012м³. В 1 м³ воздуха содержится около 1 см³ криптона.
Получение криптона из воздуха является энергоёмким процессом. Для получения единицы объёма криптона ректификацией сжиженного воздуха нужно переработать более миллиона единиц объёмов воздуха.
В литосфере Земли стабильные изотопы криптона (через цепочку распадов нестабильных нуклидов) образуются при спонтанном ядерном делении долгоживущих радиоактивных элементов (торий, уран), этот процесс обогащает атмосферу этим газом. В газах ураносодержащих минералов содержится 2,5—3,0 % криптона (по массе).
В остальной части Вселенной криптон встречается в более высоких пропорциях, сравнимых с литием, галлием и скандием. Соотношение криптона и водорода во Вселенной в основном постоянно. Из этого можно сделать вывод, что межзвёздное вещество богато криптоном. Криптон также обнаружили в белом карлике RE 0503-289. Измеренное количество в 450 раз превышало солнечное, но причина такого высокого содержания криптона до сих пор неизвестна.

## Определение
Качественно криптон обнаруживают с помощью эмиссионной спектроскопии (характеристические линии 557,03 нм и 431,96 нм). Количественно его определяют масс-спектрометрически, хроматографически, а также методами абсорбционного анализа.

## Физические свойства
Криптон — инертный одноатомный газ без цвета, вкуса и запаха (при давлении 6 атмосфер приобретает острый запах, похожий на запах хлороформа). Плотность при стандартных условиях 3,745 кг/м3 (в 3 раза тяжелее воздуха). При нормальном давлении криптон сжижается при температуре 119,93 К (−153,415 °C), затвердевает при 115,78 К (−157,37 °C), образуя кристаллы кубической сингонии (гранецентрированная решётка), пространственная группа Fm3m, параметры ячейки a = 0,572 нм, Z = 4. Таким образом, в жидкой фазе он существует лишь в диапазоне температур около четырёх градусов. Плотность жидкого криптона при температуре кипения составляет 2,412 г/см3, плотность твёрдого криптона при абсолютном нуле равна 3,100 г/см3.
Критическая температура 209,35 К, критическое давление 5,50 МПа (55,0 бар), критическая плотность 0,908 г/см3. Тройная точка криптона находится при температуре 115,78 К, его плотность при этом 2,826 г/см3[уточнить].
Молярная теплоёмкость при постоянном давлении 20,79 Дж/(моль·К). Теплота плавления 1,6 кДж/моль, теплота испарения 9,1 кДж/моль.
При стандартных условиях динамическая вязкость криптона составляет 23,3 мкПа·с, теплопроводность 8,54 мВт/(м·К), коэффициент самодиффузии 7,9·10−6 м2/с.
Диамагнитен. Магнитная восприимчивость −2,9·10−5. Поляризуемость 2,46·10−3 нм3.
Энергия ионизации 13,9998 эВ (Kr0 → Kr+), 24,37 эВ (Kr+ → Kr2+).
Сечение захвата тепловых нейтронов у природного криптона около 28 барн.
Растворимость в воде при стандартном давлении 1 бар равна 0,11 л/кг (0 °C), 0,054 л/кг (25 °C). Образует с водой клатраты состава Kr·5,75H2O, разлагающиеся при температуре выше −27,7 °C. Образует клатраты также с некоторыми органическими веществами (фенол, толуол, ацетон и др.).

## Химические свойства
Криптон химически инертен. В жёстких условиях реагирует со фтором, образуя дифторид криптона. Относительно недавно было получено первое соединение со связями Kr−O (Kr(OTeF5)2).
В 1965 году было заявлено о получении соединений состава KrF4, KrO3·H2O и BaKrO4. Позже их существование было опровергнуто.
В 2003 году в Финляндии было получено первое криптонорганическое соединение со связью C−Kr (HKrC≡CH — гидрокриптоацетилен) путём УФ фотолиза твёрдой смеси криптона и ацетилена на криптонной матрице при температуре 8 К.

## Изотопы
На данный момент известны 32 изотопа криптона и ещё 10 возбуждённых изомерных состояний некоторых его нуклидов. В природе криптон представлен пятью стабильными нуклидами и одним слаборадиоактивным (период полураспада 2 · 1021 лет): 78Kr (изотопная распространённость 0,35 %), 80Kr (2,28 %), 82Kr (11,58 %), 83Kr (11,49 %), 84Kr (57,00 %), 86Kr (17,30 %).

## Получение
Получается как побочный продукт в виде криптоно-ксеноновой смеси в процессе разделения воздуха на промышленных установках.
В процессе разделения воздуха методом низкотемпературной ректификации производится постоянный отбор фракции жидкого кислорода, содержащей жидкие углеводороды, криптон и ксенон (отбор фракции кислорода с углеводородами необходим для обеспечения взрывобезопасности).
Для извлечения криптона и ксенона из отбираемой фракции удаляют углеводороды в каталитических печах и направляют в дополнительную ректификационную колонну для удаления кислорода, после обогащения Kr+Xe смеси до 98—99 % её повторно очищают в каталитических печах от углеводородов, а затем в блоке адсорберов, заполненных силикагелем (или другим адсорбентом).
После очистки смеси газов от остатков углеводородов и влаги её закачивают в баллоны для транспортировки на установку разделения Kr и Xe (это связано с тем, что не на каждом предприятии, эксплуатирующем воздухоразделительные установки, существует установка разделения Kr и Xe).
Дальнейший процесс разделения Kr и Xe на чистые компоненты происходит по следующей цепочке: удаление остатков углеводородов на контактной каталитической печи, заполненной окисью меди при температуре 300—400 °C; очистка от влаги в адсорбере, заполненном цеолитом; охлаждение в теплообменнике; многостадийное разделение в нескольких ректификационных колоннах.
Процесс разделения смеси криптона и ксенона может вестись как непрерывно, так и циклично, по мере накопления сырья (смеси) для переработки.

## Применение
- Производство сверхмощных эксимерных лазеров (Kr-F).
- Криптон используется для заполнения ламп накаливания, увеличивая срок службы нити накала[13].
- Как теплоизолятор и шумоизолятор в стеклопакетах[14][15].
- Фториды криптона предложены в качестве окислителей ракетного топлива.
- В период между 1960 и 1983 годом длина волны оранжевой линии спектра излучения 86Kr служила для определения метра[16].
- Рабочее тело для электроракетных двигателей.
- Единственным ЯМР-активным из стабильных изотопов криптона является 83Kr. Гиперполяризованный 83Kr использовался в экспериментах на крысах при магнитно-резонансной томографии при исследовании лёгких[17].

## Биологическая роль
Воздействие криптона на живые организмы изучено плохо. Исследуются возможности его использования в водолазном деле в составе дыхательных смесей и при повышенном давлении как средство для анестезии.

### Физиологическое действие
Большое количество вдыхаемого криптона при недостаточном количестве кислорода может привести к удушью.
При вдыхании газовых смесей, содержащих криптон, при давлении более 3,5 атмосфер наблюдается наркотический эффект.